# Park In-bee
Park In-bee (박인비?, hanja: 朴仁妃; Seul, 12 luglio 1988) è una golfista sudcoreana, attiva principalmente nel LPGA Tour e LPGA of Japan Tour..

## Carriera
È stata n°1 della classifica mondiale dal 15 aprile 2013 al 1º giugno 2014, e nuovamente nell'ottobre 2014. In carriera vanta sette major, inclusa una fila di tre successi nella stagione 2013, che l'ha resa la quarta giocatrice del LPGA Tour a vincere tre major in un anno. È inoltre la più giovane vincitrice dello U.S. Women's Open e la seconda golfista, dopo Annika Sörenstam, a vincere il Women's PGA Championship per tre anni consecutivi. È tra i sette golfisti ad aver vinto quattro major differenti in carriera e ad aver centrato un grande slam.
Nel 2016 ha preso parte al torneo di golf femminile dei Giochi olimpici di Rio de Janeiro 2016, disputatosi dal 17 al 20 agosto presso il campo da golf della Reserva de Marapendi, nella zona Barra da Tijuca. Dopo un primo turno competitivo, che l'ha vista chiudere con 66 colpi alle spalle di Ariya Jutanugarn, si conferma tra le favorite portandosi a -10 dopo due giri di torneo e prendendo così il comando della gara, che non ha più lasciato sino al termine della competizione, aggiudicandosi la medaglia d'oro.

## Vittorie professionali (31)

### LPGA Tour vittorie (21)
| Legenda              |
| Tornei Major (7)     |
| Altri LPGA Tour (14) |

| No. | Data             | Torneo                                         | Punteggio di vittoria | Par | Margine | Seconda/e                                 | Montepremi del vincitore ($) |
| --- | ---------------- | ---------------------------------------------- | --------------------- | --- | ------- | ----------------------------------------- | ---------------------------- |
| 1   | 29 giugno 2008   | U.S. Women's Open                              | 72-69-71-71=283       | −9  | 4 colpi | Helen Alfredsson                          | 585,000                      |
| 2   | 29 luglio 2012   | Evian Masters                                  | 71-64-70-66=271       | −17 | 2 colpi | Stacy Lewis Karrie Webb                   | 487,500                      |
| 3   | 14 ottobre 2012  | Sime Darby LPGA Malaysia                       | 69-68-65-67=269       | −15 | 2 colpi | Choi Na-Yeon                              | 285,000                      |
| 4   | 24 febbraio 2013 | Honda LPGA Thailand                            | 67-71-71-67=276       | −12 | 1 colpo | Ariya Jutanugarn                          | 225,000                      |
| 5   | 7 aprile 2013    | Kraft Nabisco Championship                     | 70-67-67-69=273       | −15 | 4 colpi | Ryu So-Yeon                               | 300,000                      |
| 6   | 28 aprile 2013   | North Texas LPGA Shootout                      | 67-70-67-67=271       | −13 | 1 colpo | Carlota Ciganda                           | 195,000                      |
| 7   | 9 giugno 2013    | Wegmans LPGA Championship                      | 72-68-68-75=283       | −5  | Playoff | Catriona Matthew                          | 337,500                      |
| 8   | 23 giugno 2013   | Walmart NW Arkansas Championship               | 69-65-67=201          | −12 | Playoff | Ryu So-Yeon                               | 300,000                      |
| 9   | 30 giugno 2013   | U.S. Women's Open (2)                          | 67-68-71-74=280       | −8  | 4 colpi | In-Kyung Kim                              | 585,000                      |
| 10  | 8 giugno 2014    | Manulife Financial LPGA Classic                | 69-66-65-61=261       | −23 | 3 colpi | Cristie Kerr                              | 225,000                      |
| 11  | 17 agosto 2014   | Wegmans LPGA Championship (2)                  | 72-66-69-70=277       | −11 | Playoff | Brittany Lincicome                        | 337,500                      |
| 12  | 2 novembre 2014  | Fubon LPGA Taiwan Championship                 | 64-62-69-71=266       | −22 | 2 colpi | Stacy Lewis                               | 300,000                      |
| 13  | 8 marzo 2015     | HSBC Women's Champions                         | 66-69-68-70=273       | −15 | 2 colpi | Lydia Ko                                  | 210,000                      |
| 14  | 3 maggio 2015    | Volunteers of America North Texas Shootout (2) | 69-66-69-65=269       | −15 | 3 colpi | Cristie Kerr Hee Young Park               | 195,000                      |
| 15  | 14 giugno 2015   | KPMG Women's PGA Championship (3)              | 71-68-66-68=273       | −19 | 5 colpi | Kim Sei-young                             | 525,000                      |
| 16  | 2 agosto 2015    | Ricoh Women's British Open                     | 69-73-69-65=276       | −12 | 3 colpi | Ko Jin-young                              | 464,817                      |
| 17  | 15 novembre 2015 | Lorena Ochoa Invitational                      | 68-71-67-64=270       | −18 | 3 colpi | Carlota Ciganda                           | 200,000                      |
| 18  | 5 marzo 2017     | HSBC Women's Champions (2)                     | 67-67-71-64=269       | −19 | 1 colpo | Ariya Jutanugarn                          | 225,000                      |
| 19  | 18 marzo 2018    | Bank of Hope Founders Cup                      | 68-71-63-67=269       | –19 | 5 colpi | Marina Alex Laura Davies Ariya Jutanugarn | 225,000                      |
| 20  | 16 febbraio 2020 | ISPS Handa Women's Australian Open^            | 67-69-68-74=278       | −14 | 3 colpi | Amy Olson                                 | 195,000                      |
| 21  | 28 marzo 2021    | Kia Classic                                    | 66-69-69-70=274       | −14 | 5 colpi | Amy Olson Lexi Thompson                   | 270,000                      |

^Co-sanzionato dal ALPG Tour
LPGA Tour playoff record (3–5)
| No. | Anno | Torneo                                  | Sfidante/i                              | Risultato |
| --- | ---- | --------------------------------------- | --------------------------------------- | --- |
| 1   | 2012 | Manulife Financial LPGA Classic         | Chella Choi Brittany Lang Hee Kyung Seo | Lang ha vinto col tiro birdie alla terza buca extra. Park eliminata col tiro birdie alla seconda buca. Choi eliminata col tiro birdie alla prima buca. |
| 2   | 2013 | LPGA Championship                       | Catriona Matthew                        | Vinto col tiro birdie alla terza buca in più. |
| 3   | 2013 | Walmart NW Arkansas Championship        | Ryu So-Yeon                             | Vinto col tiro birdie alla prima buca extra. |
| 4   | 2014 | Meijer LPGA Classic                     | Mirim Lee                               | Perso col tiro birdie alla seconda buca extra. |
| 5   | 2014 | LPGA Championship                       | Brittany Lincicome                      | Vinto con il par alla prima buca in più. |
| 6   | 2015 | LPGA Lotte Championship                 | Kim Sei-young                           | Perso col tiro eagle alla prima buca extra. |
| 7   | 2018 | ANA Inspiration                         | Pernilla Lindberg Jennifer Song         | Lindberg ha vinto col tiro birdie all'ottava buca in più. Song eliminata col tiro birdie alla terza buca.                                              |
| 8   | 2020 | Diamond Resorts Tournament of Champions | Nasa Hataoka Gaby López                 | López ha vinto col tiro birdie alla settima buca extra. Park eliminata dal par alla terza buca.                                                        |

### JLPGA Tour vittorie (4)
| No. | Data             | Torneo                                 | Punteggio di vittoria | Par | Margine | Seconda/e                |
| --- | ---------------- | -------------------------------------- | --------------------- | --- | ------- | ------------------------ |
| 1   | 29 giugno 2010   | Nishijin Ladies Classic                | 69-71-69=209          | −7  | Playoff | Chieko Amanuma           |
| 2   | 28 novembre 2010 | Japan LPGA Tour Championship Ricoh Cup | 72-72-70-73=287       | −1  | 4 colpi | Ahn Sun-ju Mika Miyazato |
| 3   | 6 marzo 2011     | Daikin Orchid Ladies                   | 72-67-66=205          | −11 | 3 colpi | Miki Saiki               |
| 4   | 13 maggio 2012   | Fundokin Ladies                        | 70-69-68=207          | −9  | 2 colpi | Shanshan Feng            |

### LPGA of Korea Tour vittorie (1)
| No. | Data           | Torneo                         | Punteggio di vittoria | Par      | Margine  | Seconda   |
| --- | -------------- | ------------------------------ | --------------------- | -------- | -------- | --------- |
| 1   | 20 maggio 2018 | Doosan Match Play Championship | 1 in più              | 1 in più | 1 in più | Kim A Lim |

### Ladies European Tour vittorie (3)
| No. | Data           | Torneo                                               | Punteggio di vittoria | Par | Margine | Seconda/e               |
| --- | -------------- | ---------------------------------------------------- | --------------------- | --- | ------- | ----------------------- |
| 1   | 29 luglio 2012 | Evian Masters                                        | 71-64-70-66=271       | −17 | 2 colpi | Stacy Lewis Karrie Webb |
| 2   | 9 marzo 2014   | Mission Hills World Ladies Championship (individual) | 69-70-62-67=268       | −24 | 5 colpi | Suzann Pettersen        |
| 3   | 2 agosto 2015  | Ricoh Women's British Open                           | 69-73-69-65=276       | −12 | 3 colpi | Ko Jin-young            |

### Altre vittorie (4)
- 2013 Mission Hills World Ladies Championship – team (con Kim Ha-neul)
- 2014 Mission Hills World Ladies Championship – team (con Ryu So-yeon)
- 2015 World Ladies Championship – team (com Ryu So-yeon)
- 2016 Rio de Janeiro 2016, Individuale

## Tornei Major

### Vittorie (7)
| Anno | Campionato                 | 54 buche           | Punteggio di vittoria | Margine  | Seconda            |
| ---- | -------------------------- | ------------------ | --------------------- | -------- | ------------------ |
| 2008 | U.S. Women's Open          | 2 colpi di deficit | −9 (72-69-71-71=283)  | 4 colpi  | Helen Alfredsson   |
| 2013 | Kraft Nabisco Championship | 3 colpi in più     | −15 (70-67-67-69=273) | 4 colpi  | Ryu So-Yeon        |
| 2013 | LPGA Championship          | 1 colpo in più     | −5 (72-68-68-75=283)  | Playoff1 | Catriona Matthew   |
| 2013 | U.S. Women's Open          | 4 colpi in più     | −8 (67-68-71-74=280)  | 4 colpi  | In-Kyung Kim       |
| 2014 | LPGA Championship          | 1 colpo di deficit | −11 (72-66-69-70=277) | Playoff2 | Brittany Lincicome |
| 2015 | Women's PGA Championship   | 2 colpi in più     | −19 (71-68-66-68=273) | 5 colpi  | Kim Sei-young      |
| 2015 | Ricoh Women's British Open | 3 colpi di deficit | −12 (69-73-69-65=276) | 3 colpi  | Ko Jin-young       |

1 Ha sconfitto Matthew alla terza buca di un playoff improvviso: Park (4-4-3) e Matthew (4-4-x). 

2 Lincicome sconfitta alla prima buca di un playoff improvviso: Park (4) e Lincicome (5).